# Glenn Gordon Caron
Glenn Gordon Caron, noto anche come Glenn Caron (Oceanside, 3 aprile 1954), è un autore televisivo, regista e produttore televisivo statunitense, conosciuto soprattutto per le serie TV Moonlighting e Medium.

## Biografia
Laureatosi presso l'Università dello Stato di New York nel 1975, intraprende per alcuni anni la carriera di autore presso un'agenzia pubblicitaria. Al contempo gli viene commissionato un lavoro da James L. Brooks, che poi lo assume nello staff di struttura di Taxi. In seguito scrive e produce una dozzina di episodi di Mai dire sì. Nel 1985 avvia il progetto Moonlighting, che gli dà molta fortuna a livello mondiale, lanciando tra l'altro l'attore Bruce Willis. Sempre negli anni '80 ha anche debutta alla regia cinematografica con Fuori dal tunnel (1988), film interpretato da Michael Keaton e Morgan Freeman. Nel 1999 ritorna alla televisione creando la serie L'incredibile Michael. Nel 2005 crea Medium per la NBC, serie della quale vengono realizzate in totale sette stagioni.

## Filmografia

### Regista
- Fuori dal tunnel (Clean and Sober) (1988)
- Triangolo di fuoco (Wilder Napalm) (1993)
- Love Affair - Un grande amore (Love Affair) (1994)
- Romantici equivoci (Picture Perfect) (1997)